# Cheilochromis euchilus
Рід Cheilochromis є монотиповим видом риб родини цихлові  — Cheilochromis euchilus (Trewavas 1935). Вид є ендеміком озера Малаві (Африка).